# Coppa del Brasile (pallavolo maschile)
La Coppa del Brasile è una competizione pallavolistica per squadre di club brasiliane maschili, organizzata con cadenza annuale dalla CBV.

## Edizioni
| Edizione      | Edizione          | Podio         | Podio         | Podio             |               |
| Anno          | Sede della finale | Campione      | Risultato     | Finalista         |               |
| ------------- | ----------------- | ------------- | ------------- | ----------------- | ------------- |
| 2007 Dettagli | Joinville         | Cimed         | 3 - 2         | Minas             |               |
| 2007-13       | -                 | Non disputata | Non disputata | Non disputata     | Non disputata |
| 2014 Dettagli | Maringá           | Sada          | 3 - 2         | Sesi              |               |
| 2015 Dettagli | Campinas          | Funvic        | 3 - 0         | BVC               |               |
| 2016 Dettagli | Campinas          | Sada          | 3 - 1         | BVC               |               |
| 2017 Dettagli | Campinas          | Funvic        | 3 - 0         | Sesi              |               |
| 2018 Dettagli | San Paolo         | Sada          | 3 - 2         | Sesi              |               |
| 2019 Dettagli | Lages             | Sada          | 3 - 0         | Minas             |               |
| 2020 Dettagli | Jaraguá do Sul    | Sada          | 3 - 0         | Sesi              |               |
| 2021 Dettagli | Saquarema         | Sada          | 3 - 2         | Funvic            |               |
| 2022 Dettagli | Blumenau          | Minas         | 3 - 0         | BVC               |               |
| 2023 Dettagli | Jaraguá do Sul    | Sada          | 3 - 0         | Amigos do Vôlei   |               |
| 2024 Dettagli | São José          | Sada          | 3 - 0         | Índios Guarus     |               |
| 2025 Dettagli | São José          | Minas         | 3 - 2         | Norte Catarinense |               |

## Palmarès
| Squadra | Titolo | Edizione                                       |
| ------- | ------ | ---------------------------------------------- |
| Sada    | 8      | 2014, 2016, 2018, 2019, 2020, 2021, 2023, 2024 |
| Funvic  | 2      | 2015, 2017                                     |
| Minas   | 2      | 2022, 2025                                     |
| Cimed   | 1      | 2007                                           |